# Nicole Stevenson
Nicole Stevenson (Hamilton, 13 september 1973) is een Canadese atlete, die is gespecialiseerd in de marathon.

## Loopbaan
In 2001 werd Stevenson Canadees kampioene op de 10 km. Een jaar later won ze de Toronto Waterfront Marathon, gevolgd door tweede plaatsen in de marathon van Ottawa, de halve marathon van Vancouver in 2003 en in de marathon van Houston in 2004. In dat laatste jaar veroverde zij ook de Canadese titel op de marathon, door als derde overall te finishen in Ottawa en zegevierde zij bovendien in de Niagara Falls Marathon.
In 2006 werd Stevenson opnieuw tweede in de marathon van Houston in 2:32.56, haar beste tijd ooit, finishte zij als elfde op de marathon tijdens de Gemenebestspelen in Melbourne en sloot zij het jaar af met een overwinning op die andere marathon in Toronto, de marathon van Toronto.
Haar beste prestatie in 2008 was een derde plaats op de marathon van Austin.

## Titels
- Canadees kampioene 10 km - 2001
- Canadees kampioene marathon - 2004

## Persoonlijke records
Outdoor
| Onderdeel      | Prestatie | Datum            | Plaats    |
| -------------- | --------- | ---------------- | --------- |
| 5000 m         | 16.06,93  | 16 juli 2005     | Winnipeg  |
| 10 km          | 32.29     | 17 april 2005    | Vancouver |
| 10 Eng. mijl   | 55.20     | 23 augustus 2003 | Flint     |
| halve marathon | 1:12.54   | 22 juni 2003     | Vancouver |
| 30 km          | 1:47.29   | 24 maart 2002    | Hamilton  |
| marathon       | 2:32.56   | 15 januari 2006  | Houston   |

Indoor
| Onderdeel | Prestatie | Datum           | Plaats  |
| --------- | --------- | --------------- | ------- |
| 3000 m    | 9.36,55   | 30 januari 2005 | Toronto |

## Palmares

### 3000 m
- 2006:  York University Summer Twilight Series Meet #3 in Toronto - 9.38,80

### 5000 m
- 1996: 10e NCAA - 16.48,41
- 2005:  Runner's Choice London Distance Festival - 16.10,18
- 2005:  Canadese kamp. in Winnipeg - 16.06,93
- 2006: 4e Canadese kamp. in Ottawa - 16.12,13

### 5 km
- 1993:  Dundas Cactus Festival - 16.56
- 1997:  GMC Jimmy Spring Tune-Up in Toronto - 17.01
- 1997: 5e Amex Midsummer Night in Toronto - 17.14
- 1997:  Toronto Globe and Mail - 16.55
- 1998:  Spenco in Toronto - 17.02
- 1998:  Rock N' Roll in Toronto - 17.12
- 2000: 5e PowerBar Rock & Roll in Toronto - 17.12,6
- 2001:  Bay and Back in Hamilton - 17.26
- 2001:  PowerBar Rock 'n Roll in Toronto - 16.47
- 2001:  ScotiaBank Toronto - 16.55
- 2003:  Around the Bay in Hamilton - 16.42
- 2004:  Great Lakes Challenge in Toronto - 16.27,3
- 2005:  Grimsby - 16.30,7
- 2005:  Bay and Back in Hamilton - 16.19,7
- 2006:  Runners Web in Ottawa - 16.28,7
- 2007:  Jordan - 17.14,9
- 2007:  Bread and Honey in Mississauga - 16.51,5
- 2007:  Emilie's Run in Ottawa - 16.39,4
- 2008:  Emilie's Run in Ottawa - 16.58

### 10 km
- 1996:  Runner's Choice Downtown in Toronto - 35.49
- 1996:  Compugen in Toronto - 34.25
- 1997: 4e Canadese kamp. in Waterloo - 34.16
- 1998:  Sporting Life in Toronto - 33.43
- 2001:  Canadese kamp. in Londen - 34.59
- 2001:  Compugen in Toronto - 34.02
- 2002:  Sporting Life in Toronto - 32.57
- 2002:  Grande Course de Montreal - 34.35
- 2003:  Sporting Life in Toronto - 32.55,9
- 2003:  BelAirDirect.com Zoo Run in Toronto - 35.18
- 2004:  Sporting Life in Toronto - 32.58,0
- 2004:  Zoo Run in Toronto - 34.10,2
- 2005:  Vancouver Sun Run - 32.29,6
- 2006:  TransCanada Canadian Championships in Ottawa - 34.06,1
- 2008:  Montreal International - 35.37,7
- 2010:  Toronto Women's - 37.03,5

### 10 Eng. mijl
- 1995:  Harold Webster Memorial Boxing Day - 59.11
- 1996:  Harold Webster Memorial Boxing Day - 1:00.01
- 1997:  Harold Webster Memorial Boxing Day - 59.04
- 1998:  Harold Webster Memorial Boxing Day - 1:01.12
- 2001:  Harold Webster Memorial - 1:01.35
- 2002:  Harold Webster Memorial Boxing Day Run - 58.27
- 2003:  Harold Webster Memorial Boxing Day - 57.52
- 2004:  Harold Webster Memorial Boxing Day Run - 58.14
- 2005: 4e Crim - 55.33
- 2005:  Harold Webster Memorial - 59.35
- 2007: 5e Nissan Toronto - 1:03.54,2
- 2007:  Harold Webster Boxing Day - 1:00.53
- 2008:  Nissan - 58.34,2
- 2009:  Harold Webster Memorial Boxing Day - 59.32
- 2010:  Acura - 59.01,8
- 2010:  Harold Webster Boxing Day - 1:01.28

### halve marathon
- 2000:  halve marathon van Peterborough - 1:22.03
- 2000:  halve marathon van Edmonton - 1:19.54
- 2003:  halve marathon van Carlsbad - 1:14.09
- 2003:  halve marathon van Grimsby - 1:17.39
- 2003:  halve marathon van Vancouver - 1:12.54
- 2004:  halve marathon van Montreal - 1:17.43,4
- 2004:  halve marathon van New York - 1:17.51
- 2005: 4e halve marathon van Houston - 1:13.37
- 2005: 28e WK in Edmonton - 1:14.26
- 2006:  halve marathon van Parijs - 1:18.11
- 2008: 4e halve marathon van Montreal - 1:15.25,1
- 2010:  halve marathon van Grimsby - 1:19.19,3
- 2010:  halve marathon van Mississauga - 1:17.11,1
- 2010:  halve marathon van Toronto - 1:18.06,4
- 2010:  halve marathon van Hamilton - 1:19.00
- 2011:  halve marathon van Grimsby - 1:21.35,3

### 30 km
- 1999:  Around the Bay - 1:54.01
- 2002:  Around the Bay - 1:47.29
- 2008:  Around the Bay - 1:55.25,4
- 2010: 4e Around the Bay - 1:55.21,0
- 2015: 5e Around the Bay - 1:57.47,6

### marathon
- 2002:  Toronto Waterfront Marathon - 2:36.56,4
- 2003:  marathon van Ottawa - 2:39.38
- 2003:  Toronto Waterfront Marathon - 2:42.08,7
- 2003:  marathon van Bridgetown - 2:55.11,0
- 2004:  marathon van Houston - 2:33.37
- 2004:  Canadese kamp in Ottawa - 2:34.45,0 (3e overall)
- 2004:  marathon van Montreal - 2:47.11,6
- 2004: 12e marathon van Chicago - 2:39.12
- 2004:  marathon van Niagara Falls - 2:37.08,6
- 2005:  marathon van Ottawa - 2:38.49,6
- 2005:  marathon van Niagara Falls - 2:46.41,7
- 2006:  marathon van Houston - 2:32.56
- 2006: 11e Gemenebestspelen in Melbourne - 2:40.58
- 2006:  marathon van Toronto - 2:47.09,1
- 2008:  marathon van Austin - 2:44.46
- 2008: 7e marathon van Ottawa - 2:41.03,8
- 2008: 10e Toronto Waterfront Marathon - 2:44.57,4
- 2011: 4e marathon van Montreal - 2:53.18,3

### veldlopen
- 1992: 64e WK voor junioren - 15.01